# 許凌雲
許凌雲（1862年—1944年9月14日），名漢厚，號卓夫，凌雲為其字，許氏以字行，臺灣澎湖廳瓦硐澳瓦硐港下社人（今白沙鄉瓦硐村下瓦硐），清朝生員、漢學講師，世稱瓦硐秀才，基督教徒，日治時期曾任頂山澳務署副署長、臺南長老教中學校教師，澎湖基督教早期發展重要人物。

## 生平

### 清領時期
大清同治元年（1862年）農曆六月廿九，許凌雲出生於瓦硐港下社（即今瓦硐村西側聚落），其祖上約莫於明代崇禎年間徙澎，便長久定居瓦硐，為地方望族。
許凌雲在自述中曾提及自己在九歲拜在上瓦硐趙階先生門下，學習三字經、四書，在十一歲至十七歲期間學習朱子集注以及五經；十八歲則在後寮（今白沙鄉後寮村）許國英門下學習文章試帖。光緒六年（1880年），澎湖廳正月舉辦廳考，許凌雲名列第三十二名，時年十九歲。嗣後轉往於通梁（今白沙鄉通梁村），由陳錫命授業國史、唐詩與文章詩賦計三年。
光緒九年（1883年），許凌雲前往臺南內宮後街的瑞和布行學習會計。
光緒十年（1884年），許凌雲始設帳教書於後寮，同年五月赴往臺南府應試，落榜。光緒十一年至十八年間（1885年至1892年），許凌雲不斷參與科考之餘，亦持續在瓦硐、大赤崁（今白沙鄉赤崁村）以及媽宮城各地設帳授業。光緒二十年（1894年），獲得秀才身分的許凌雲應葉朝先所邀，復在媽宮城執教一年，並出任文石書院的兼職董事。

#### 進秀才年份
許凌雲進秀才的年份有所疑議，分別有光緒十七年（1891年）和光緒十九年（1893年）兩種說法。
根據楊士養編、林信堅修訂之《信仰偉人列傳》羅列的許凌雲年表，許凌雲是在光緒十七年（1891年）、三十歲年紀考取進士。不過，根據許玉河的考證，以光緒十九年（1893年）正月，許凌雲澎湖廳結榜奪魁，四月再度赴往臺南應試，獲顧道憲取進秀才，科甲登科第一，在三十二歲那年入泮補弟子員的說法較為可信。

### 日治時期

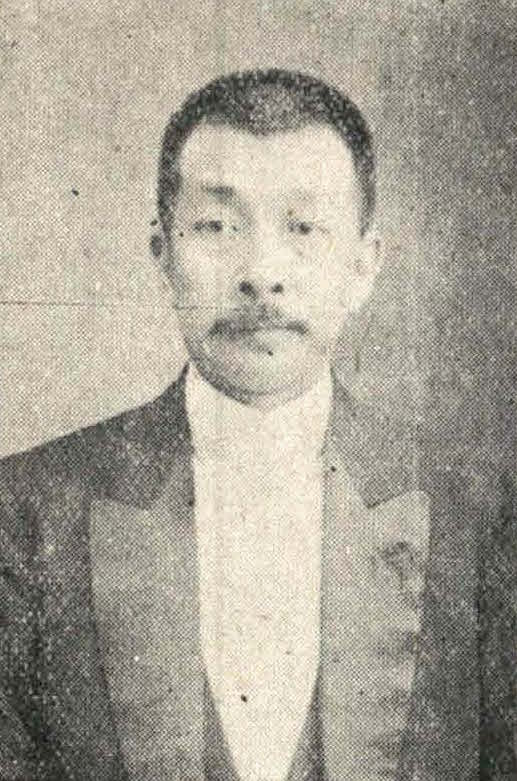
林獻堂之堂兄林烈堂

1895年（光緒二十一年、明治28年），清日因〈馬關條約〉之故，臺灣與澎湖轉交由日本帝國統治。根據《臺灣總督府公文類纂》紀錄，許凌雲在明治30年（1897年）被日本政府授予「臺灣紳章」，同年元月11日出任頂山澳務署副署長，但僅任職一年，便因日本政府調整行政區制，廢除澳署、改設出張所，許凌雲遂離開故鄉，轉赴臺南發展，並在臺南長老教會所屬之長老教中學、女學以及神學校擔任教職共計十八年，其知名門生有林燕臣、林茂生等人。:186-195
大正七年（1918年），許凌雲受霧峰林家之邀，轉任林烈堂的家庭教師一年；大正八年（1919年），又獲岡山高家之聘，擔任高再祝家庭教師。大正九年（1920年），許凌雲告老返鄉，在瓦硐故居設「存養軒」教授漢文，之後轉往瓦硐基督教堂開辦學堂，授業至昭和三年（1928年）為止，總計在鄉里傳授漢文八年。
昭和八年（1933年），霧峰林家鄉紳林獻堂、蔡培火來澎湖旅遊，而在旅外瓦硐鄉人吳秋微陪同之下，來到白沙庄參觀通梁榕樹保安宮，並於瓦硐許助之家中吃午餐、晚餐，兩頓中間空檔曾拜訪許凌雲。林獻堂在隨筆《灌園先生日記》曾云：「許凌雲廿年前曾為二哥之家庭教師，眼已失明，聞余至，亦來談問舊事。」
昭和19年（1944年）9月14日，舊曆七月廿七，許凌雲勞息歸天，享壽八十有三。

## 家庭
- 光緒十五年（1889年），許凌雲娶鎮海鄉紳陳寮之女陳吟（亦作陳拎）為妻，生有二女四子，依序為長女許玉、長子許水錦、三子許水聰、次女許柑與四子許西疇，次子許水琛未及成年，五歲早夭。[1][3]
- 許凌雲四子許西疇本在臺南經商，因昭和12年（1937年）「中日戰爭」爆發，被日本政府勒令停業，許西疇只得返鄉照顧失明的父親，後在昭和16年（1941年）在馬公街開鐘錶店（精巧堂），不幸毀於澎湖空襲中的盟軍轟炸。[1][3]

## 澎湖基督教

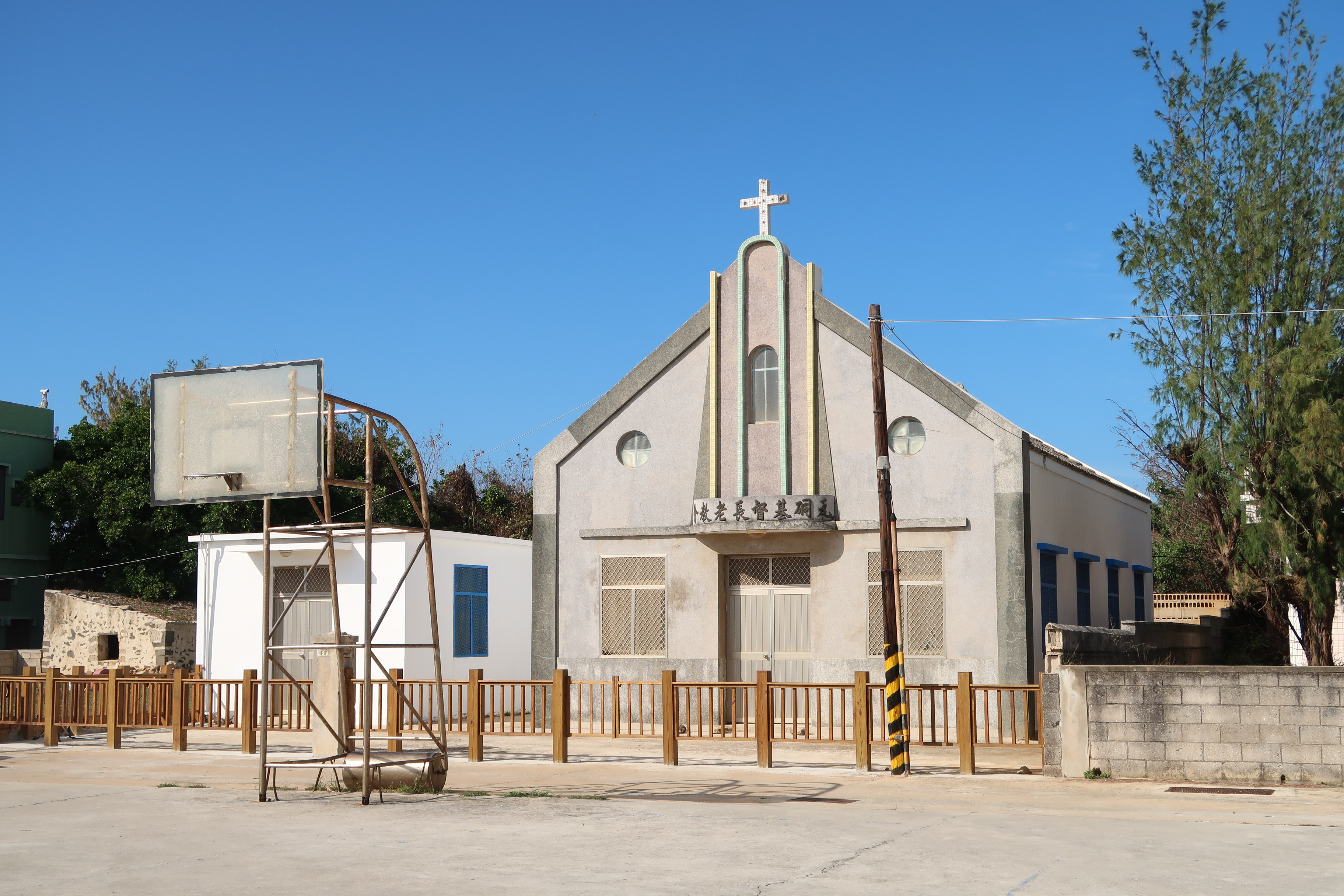
瓦硐村基督教長老教會教堂。

許凌雲兄長許漢墩（亦載許漢敦，表字其仁）在臺南府城行郊的瑞和布行擔任掌櫃，因嗜吸食鴉片而身染疾病，乃求醫於基督徒高耀所開的西藥房「仁和堂」，高耀順利治癒許漢墩，許漢墩因此改信奉耶穌。許凌雲本身也在光緒十八年（1892年）接受基督教信仰。
從光緒十二年（1893年）起，臺南長老教會便派甘為霖牧師來澎湖宣教，翌年更派傳道師黃深河及神學生黃能傑派駐澎湖頂山嶼宣傳福音，派駐地點最初設在赤崁，輾轉遷往港尾（今白沙鄉講美村），光緒十四年（1895年）才落址在瓦硐；而直到明治44年（1911年）瓦硐基督教堂落成之前，尋找教會場所頗費周折，曾一度借駐許漢墩住屋舉辦聚會。許凌雲返鄉教授漢學時，也特意將授課地點設在瓦硐基督教堂。綜觀澎湖基督長老教會的早期傳播史，許漢墩、許凌雲兄弟可謂出力頗多。

## 秀才紀念館

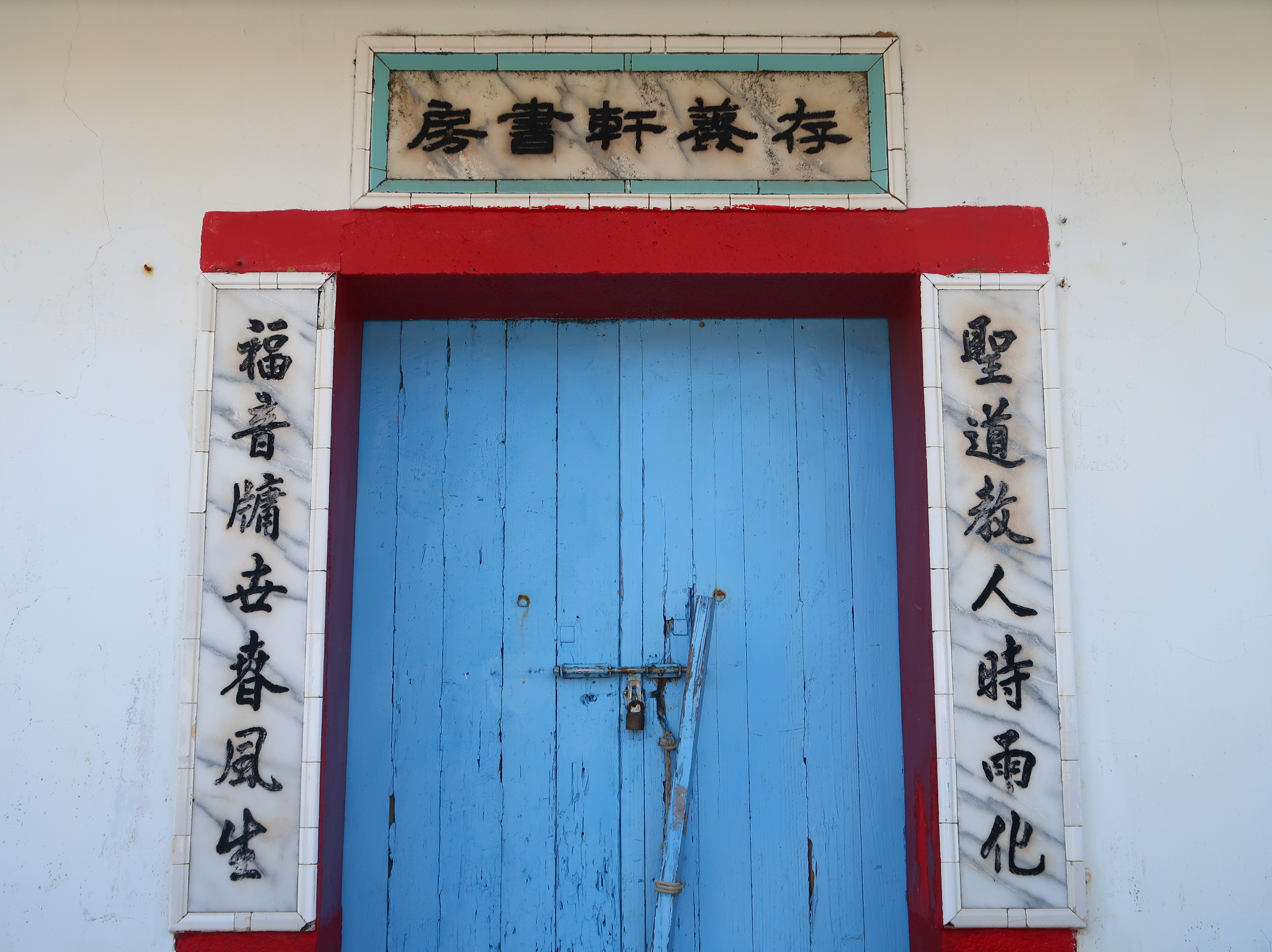
許凌雲秀才館對聯。

許凌雲故居在日治時期戶籍為瓦硐港鄉47番戶，今為白沙鄉瓦硐村51號，門額題名為「許凌雲秀才紀念館」、「存養軒書房」，上聯：「聖道教人時雨化」、下聯：「福音牖世春風生」。
2021年，白沙鄉議員宋昀芝對許凌雲秀才紀念館提報「澎湖縣文化資產」登錄進度提出質詢，澎湖縣政府文化局回應，預計最遲於2021年年底定案。 
2022年3月5日，許凌雲秀才館經澎湖縣政府文化局公告，登錄為「紀念性建築」。